# 大東亞共榮圈
大東亞共榮圈（日语：〔〕／ Daitōa kyōeiken */?），又稱大東亞新秩序，是大日本帝國在第二次世界大戰時期提出的一個理論，其理論基礎之一為大日本帝國明治維新時期提出的亞細亞主義。其覆蓋地區包括東亞、東南亞以及南亞和大洋洲的部分地區，主張在日本的帶領下“從歐美列強的統治中解放亞洲”，建立“相互尊重、彼此獨立”、“共存共榮的新秩序”之軍事同盟，實質上成爲日本進行大東亞戰爭、擴張帝國主義的依據。1945年8月15日，由於日本投降而結束二戰，大東亞共榮圈也隨之解體。

## 起源與背景
19世紀末至20世紀初，日本通過明治維新現代化而躋身工業列強，但同時缺乏礦產資源，長久則衰。此時，日本教育家福澤諭吉在其著作《脫亞論》中，認為日本與中國是近鄰關係。而日本已經成功現代化，但中國仍然落後，故要幫助中國改善和建設，否則中國將會牽連日本，使日本也受到損害。由此，“大東亞共榮圈”思想的出現，起初只是一種“將亞洲諸國從西方殖民者的手中解放出來”的主張。這類理想主義受到民眾普遍歡迎，也吸引了一部分亞洲國家的反殖民主義的獨立運動支持者。但很快，這個理想就遭到日本的軍國主義及極端民族主義者利用，加以改變而打破。
日本以自身福祉為藉口發動了對東亞地區的擴張，其意識形態發展還經過遠因和近因的累積：19世紀先後發生朝鮮東學黨起義以及甲午戰爭；1920年代，關東大地震所導致的重大傷亡以及由大萧条所造成的昭和金融恐慌促使日本加速大陆政策，對外獲取生存空間與資源。1930年代，日本發動九一八事變，正式開始對外軍事擴張。

## 落實與執行

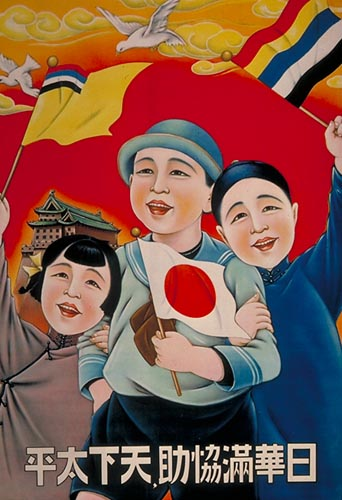
1935年时，满洲国境内三地接合相关的宣传海报，下写口号“日华满协助天下太平”

日本方面聲言將自己聯同滿洲國及中華民國三地接合，成為一個經濟聯合體特區，並且使用東南亞資源及南太平洋成為其軍事防線。1938年11月3日，大日本帝國總理大臣近衛文麿發表「第二次近衛聲明」，號召建立「大東亞新秩序」，欲樹立「日滿中三國相互提攜，建立政治、經濟、文化等方面互助連環的關係」，以大日本帝國、東亞及東南亞「共存共榮的新秩序」為目標。
所謂「建設大東亞新秩序」，是1940年7月近衛文麿內閣發表和宣傳之構想，即：日本同德國、意大利結盟，粉碎歐美列強對世界的統治，把亞洲從歐美的殖民統治下「解放」出來，在「八紘一宇」（世界應是以天皇為首腦的一家人）的「大精神」下實現亞洲各民族共同繁榮的「大東亞共榮圈」:122。1940年8月，近衛文麿首度提出「大東亞共榮圈」的名稱，及指明大日本帝國（含扶植政權、滿洲國）、中華民國、法屬印度支那半島、暹羅、英屬印度（含緬甸）、英屬馬來亞、英屬香港 、葡屬澳門、英屬婆羅洲、荷屬東印度、澳大利亞、紐西蘭等大洋洲地區與蘇聯西伯利亞東部為大東亞之範圍。大東亞共榮圈中，日本本國與滿洲國、中華民國為經濟共同體。東南亞作為資源供給地區。南太平洋為國防圈。
日本在各佔領地建立神社，推行神道教；在學校和其他場所強制人們學習被改稱為「東亞共同語言」之日語:122。為實現大東亞共榮圈，1942年日本內閣設立大東亞省。1943年11月，日本首相东条英机為宣告亞洲新秩序之形成，將「大東亞共榮圈」之代表召到東京，召開大東亞會議:122。與會者幾乎全是日本之合作政府代表，即：滿洲國首相張景惠、中華民國主席兼行政院長汪精衛、泰國王子旺·威泰耶康、菲律賓第二共和國總統何塞·帕西亞諾·勞雷爾、緬甸國總理巴莫及自由印度臨時政府首席代表钱德拉·鲍斯:122。會議發表《大東亞共同宣言》：「美英為了本國的繁榮，壓制他民族，對大東亞進行侵略和盤剝。大東亞戰爭的原因就是要推翻大東亞的美英隸屬化。大東亞各國提攜完成大東亞戰爭，把大東亞從美英的束縛中解放出來，建設共存共榮、自主獨立、沒有人種差別的共榮圈，為確立世界的和平做貢獻。」:122「大東亞建設局」扮演了重要角色。
日本取代歐美列強對殖民地之統治冠以「大東亞共榮圈」，目的是為徵集資源、資材和勞動力，長期進行戰爭；在東南亞各佔領地，為建設鐵路、軍用道路及飛機場，日軍強制動員許多當地人從事土木工程，還徵用他們從事礦山勞動等；許多被懷疑從事反日活動之新加坡和馬來亞之華僑遭懲處；但不久，在荷屬東印度群島、菲律賓等日軍佔領地就掀起抗日運動:123。
大東亞共榮圈在1940年9月27日德意日三國同盟條約中得到盟友德國和意大利的承認，日本亦承認兩國在歐洲的領導地位和建立的新秩序。

## 面積與人口
- 日本直辖
  - 日本本土（內地、北海道、琉球）：約38.26萬平方公里，7311.4萬人
  - 朝鮮：約22.08萬平方公里，約2432萬人（1910-1945）
  - 台灣：約3.6萬平方公里，約587萬人（1895-1945）
  - 樺太（今庫頁岛南部／殖民地，後納入日本內地範圍）：約3.60萬平方公里，約41萬人（1905-1945）
  - 關東州（今旅順大連一帶／殖民地）：約3500平方公里，約136萬人（1905-1945）
  - 南洋群島（南洋廳，國際聯盟託管地）：約2500平方公里，約13萬人（1919-1944）
- 中國
  - 滿洲國（日本附庸國）：約130.31萬平方公里，約3693萬人（1932-1945）
  - 蒙疆聯合自治政府（日本傀儡政权）：約61.54萬平方公里，約550萬人（1936-1945）
  - 中華民國（日本傀儡政权）：1940年吞併下述兩政權所組成（1940-1945）
    - 中華民國臨時政府（華北傀儡政权）：約60.27萬平方公里，約11630萬人（1937-1940）
    - 中華民國維新政府（華中傀儡政权）：約35.01萬平方公里，約7864萬人（1938-1940）
- 東南亞及其他日本佔領地
  - 法屬印度支那（今越南、寮國、柬埔寨／日本同盟國，後佔領）：約64.9萬平方公里，約2385萬人（1940-1945）
  - 泰國（日本同盟國）：約52萬平方公里，約714萬人（1941-1945）
  - 緬甸國（日本附庸國）：約38.26萬平方公里，約714萬人（1942-1945）
  - 英屬馬來亞（今馬來西亞馬來半島部分及新加坡／佔領地）：約13.06萬平方公里，約533萬人（1941-1945）
  - 英屬婆羅洲（今馬來西亞婆羅洲部分及汶萊／佔領地）：約21.13萬平方公里，約93萬人（1941-1945）
  - 荷屬東印度（今印尼一部分／佔領地）：約190.43萬平方公里，約6072萬人（1941-1945）
  - 英屬香港（日本戰時內閣直轄佔領地）：約1000平方公里，約150萬人（1942）
  - 葡屬帝汶：約1.5萬平方公里（1942-1945）
  - 菲律賓第二共和國：約29.63萬平方公里，約1699萬人（1942-1945）

合計約795.52萬平方公里，約4億8587.1萬人

## 結果與影響
近代以來，亞洲諸國成為西方列強的殖民地或半殖民地，遭受文化和經濟上的雙重剝削。西方的白種人殖民者更在種族優越論等思潮的影響下，歧視亞洲的黃種人。在這種背景下，日本声称将构建“平等共榮”的大東亞共榮圈，促使亞洲諸國的部分獨立運動者因而选择與之合作。英属缅甸殖民地首任總理巴莫曾在“大東亞會議”上激動地陳述：“我們再次發現到我們自己是亞洲人，發現到我們流著亞洲人的血液，就是這份熱血能夠救贖我們，並把亞洲歸還給我們。因此，讓我們朝向大道的終點邁開步伐，十億的東亞人邁向東亞人將會永遠自由、繁榮，並且終究會找到他們自己歸宿的新世界。”時任菲律賓總統的何塞·帕西亞諾·勞雷爾也曾表示：“十億的東方人，十億的大東亞的人們，他們怎麼能被統治呢，特別是其中大多數還是被英國和美國所統治？”
然而，“大東亞共榮圈”被批評其本質是美化戰爭。亞洲多地被日本實際佔領，被指很多“獨立”政府實際上是日本和皇軍的傀儡政權而受其控制。當時正值跟盟軍交戰的日本，從其東南亞佔領地大量掠奪大米、橡膠、錫、石油等戰略資源。日本軍國主義者更宣揚大和民族優越論，認為日本有權統治亞洲其他各民族。巴莫曾抱怨道：“這些軍國主義者眼中只有‘皇國至上’，不僅如此，他們還堅持所有與他們打交道的人也得接受這個觀點。在他們看來，只有日本人的做法是正道，只有日本的利益才是真正的利益，亞洲諸國只有一個命運，那就是成為像滿州人和朝鮮人那樣的永遠的‘皇國’臣民。這些種族主義觀點⋯⋯讓任何日本軍國主義者與我國人民之間的真正理解變得毫無可能。”
“大東亞共榮圈”實際上只考慮日本利益，而將亞洲其他各國的利益放在其次，並非是真正的平等。因此，當日本於二戰戰敗、大東亞共榮圈解體之時，亞洲諸國並未出現多少同情日本的聲音。
1945年8月15日，日本天皇裕仁宣布无条件投降，大东亚共荣圈实质性瓦解。此后，日本在东亚地区扶植的傀儡政权如满洲国、汪精卫政权等相继垮台，而其位于东南亚地区的控制区虽然在战后再次被西方列强控制，但大部分均在抗争之后于1950年代独立。